# Fernsehen in Österreich

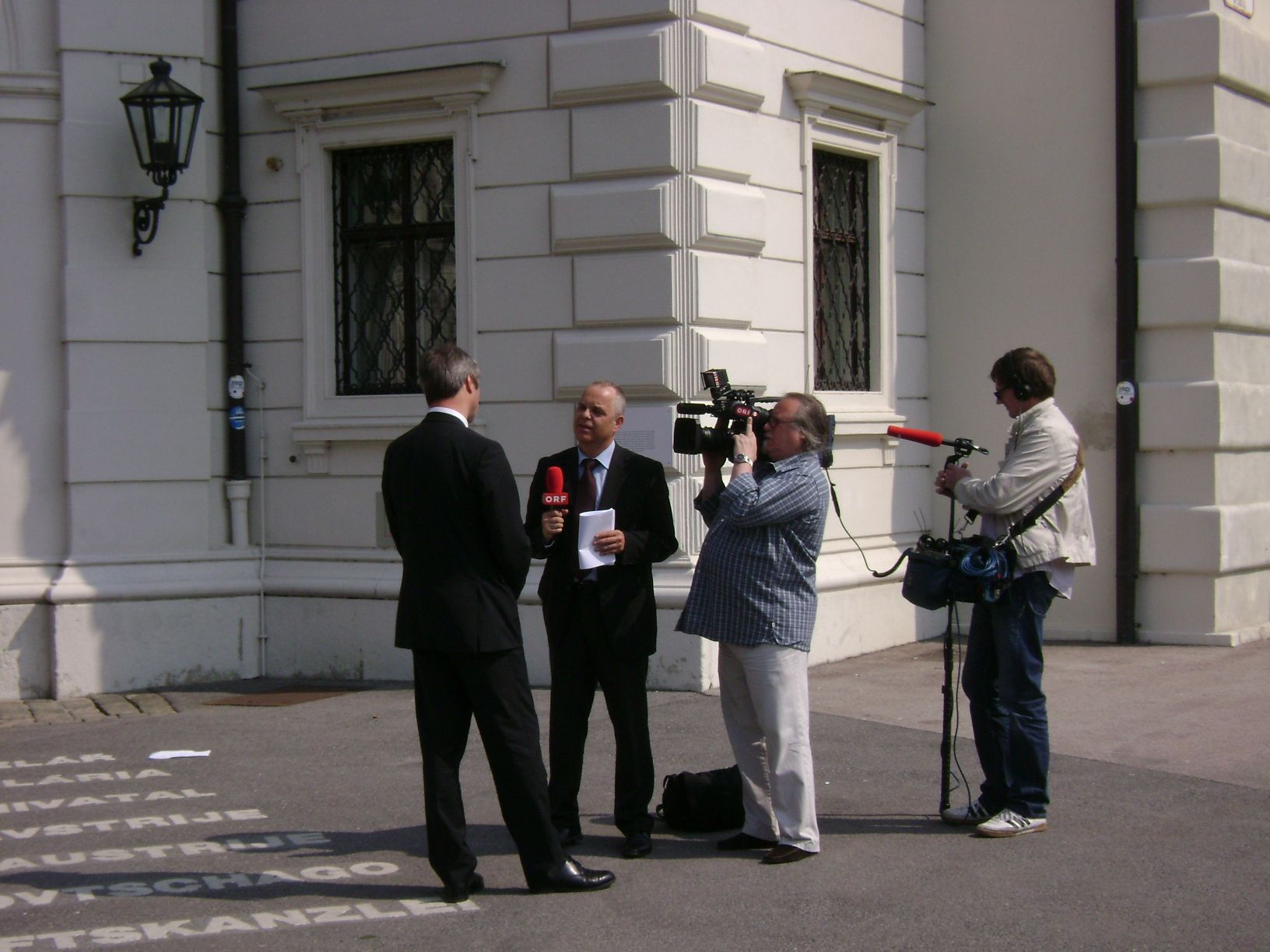
Ein ORF-Interview in Wien (2009)

Fernsehen in Österreich ist ein zentraler Teil der Medienlandschaft in Österreich; sowohl aus kultureller als auch aus sozialer, politischer und wirtschaftlicher Perspektive. Während es im Jahr 1960 noch 193.046 angemeldete Fernsehteilnehmer gab, stieg die Zahl im Jahr 2010 auf 3.251.697.

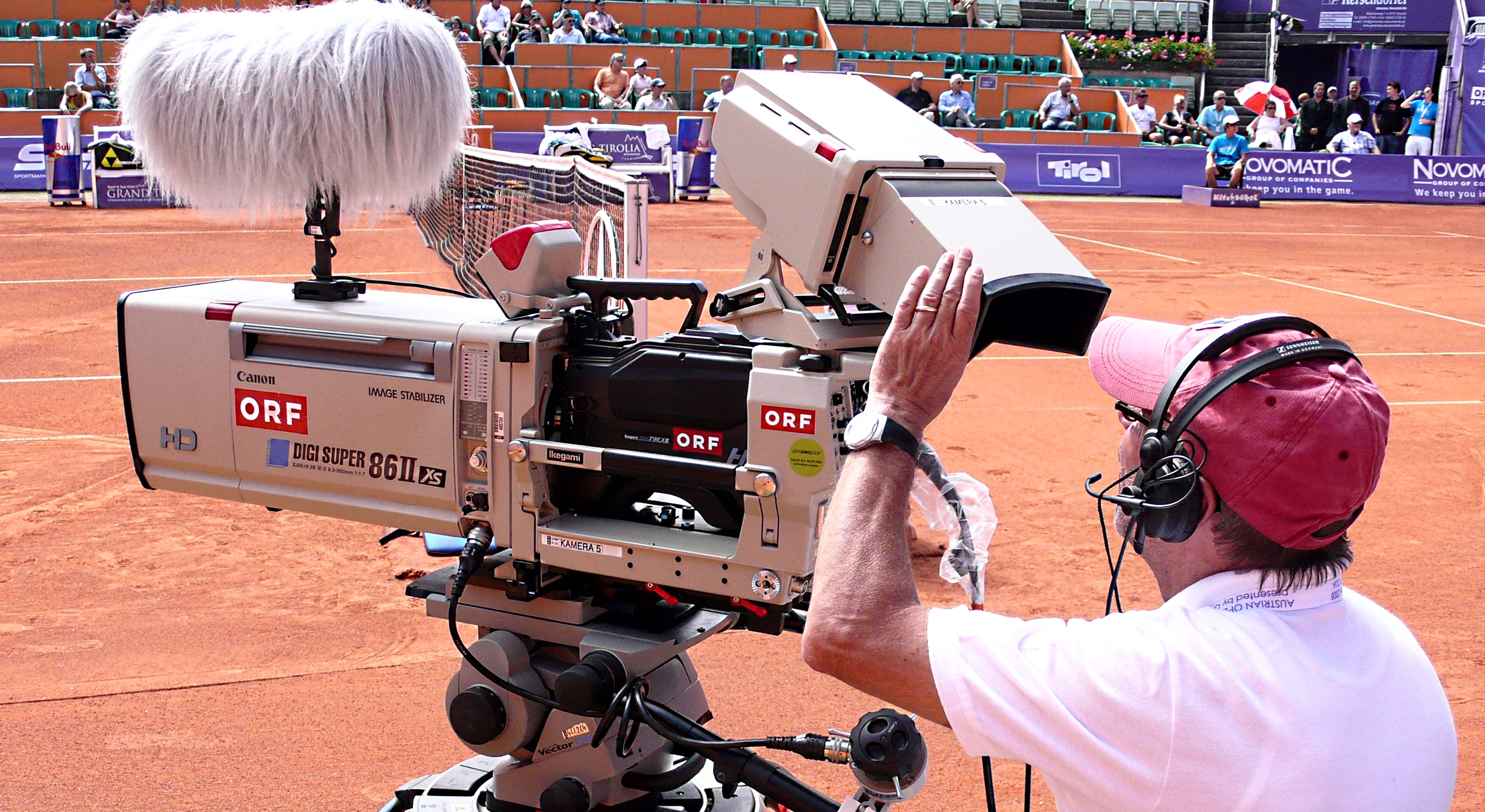
HD-Aufzeichnung einer Sportveranstaltung (2008)

## Sender

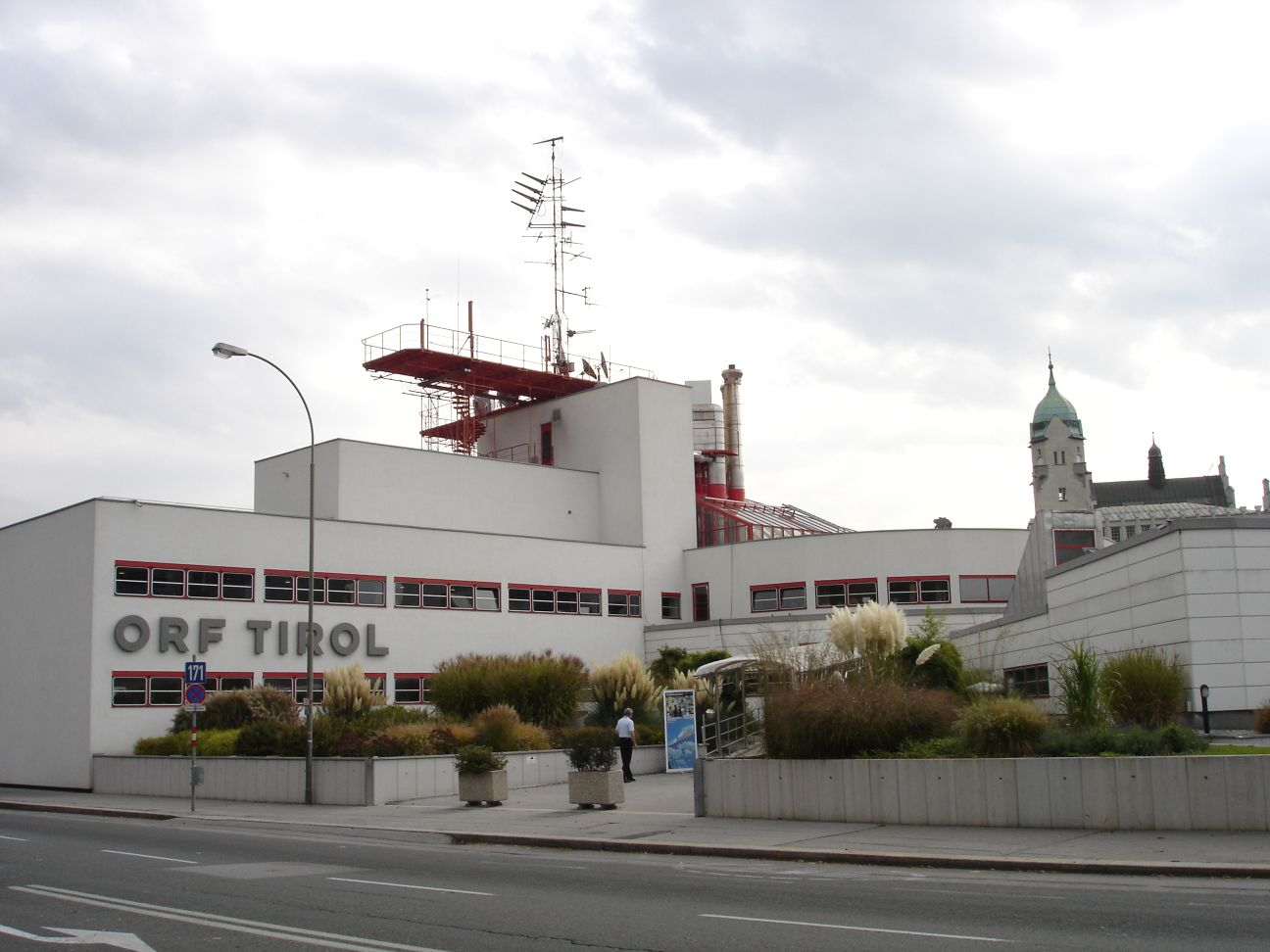
ORF-Landesstudio Tirol

Derzeit existieren in Österreich, je nach Zählweise, mehr als 160 Fernsehsender. Die meisten von ihnen sind kommerzieller Natur. Der Markt wird ungefähr zur Hälfte von öffentlich-rechtlichen Sendern kontrolliert (z. B. ORF 1, ORF 2, ORF III), die andere Hälfte von in- und ausländischen Privatsendern.

### Öffentlich-rechtliche Rundfunkanstalten
Die ursprünglich als Informationsquellen gedachten öffentlich-rechtlichen Rundfunkanstalten versorgen die Bevölkerung, neben der Grundversorgung an Wissen, in wachsendem Umfang an Unterhaltung. Finanziert wird das Programm hauptsächlich mit den Einnahmen aus den GIS-Gebühren, zu einem kleineren Prozentsatz auch durch Werbeeinnahmen.
Täglich um 19 Uhr wird das österreichische Regionalprogramm des staatlichen Senders ausgestrahlt. Das zentrale Element des Programmfensters ist die Sendung Bundesland heute, die sich mit Nachrichten, Themen und Ereignissen aus dem jeweiligen Bundesland beschäftigt. Von Montag bis Freitag wird die Tirol-Ausgabe von Bundesland heute mit der Sendung Südtirol heute ergänzt. Regelmäßig werden nach der Regionalwettervorhersage diverse Magazine in das Fenster eingebaut. Ein Beispiel hierfür ist Servus, Srečno, Ciao in ORF 2 Kärnten.
Zusammen mit dem SRF, der ARD und dem ZDF betreibt der ORF den werbefreien und 1984 gestarteten, kulturorientierten Fernsehsender 3sat.

### Kommerzielle Fernsehsender
Der erste österreichweit empfangbare Privatsender ging zu Beginn des Jahres 2000 unter dem Namen ATVplus, heute ATV, on air, dessen Einschaltquoten in der Prime-Time bei rund 7,6 % liegen. Das Privatfernsehen in Österreich wird durch die Unternehmen ProSiebenSat.1 Media SE und RTL Group verhältnismäßig stark beeinflusst. Die größten Sender der ProSiebenSat.1 Media, also Sat.1 Österreich, ProSieben Austria, kabel eins austria und Puls 4 hatten 2010 einen Gesamtmarktanteil von ca. 18 %. Im frei empfangbaren Fernsehen gibt es in Österreich neben den öffentlich-rechtlichen Sendern eine Vielzahl von Privatsendern, welche von den GIS-Einnahmen nicht profitieren und sich daher ausschließlich über Werbeeinnahmen und Gewinnspiele finanzieren; aus diesem Grund ist auch der Werbeanteil wesentlich höher als der des ORF. Daneben gibt es Spartenprogramme wie Musiksender (z. B. gotv), Informationssender (z. B. Servus TV) und Regionalsender (z. B. tirol tv, RE eins, Innsat.TV, LT1).

### Nichtkommerzielle Fernsehsender
Seit 2005 gibt es in Österreich nichtkommerzielles, werbefreies Fernsehen. Die gemeinnützigen Unternehmen werden hauptsächlich aus Förderungen finanziert. Inhaltlich sind sie im Bereich Kultur, Subkultur, Fremdsprachen, Jugend und Medienbildung angesiedelt und erfüllen Aufgaben der freien Meinungsäußerung der Bevölkerung. Mit Okto, dorf und FS1 senden drei Stationen in Wien, Linz und Salzburg, sind im Verband Community Fernsehen Österreich als Interessenvertretung organisiert und unterliegen einer eigenen Charta, die ihre Prinzipien in Struktur und Inhalt definiert.

### Bezahlfernsehen/Pay-TV
Zu den wichtigsten Anbietern von Bezahlfernsehen gehört neben Sky Österreich auch der jüngere Konkurrent austriasat. Pay-TV für Auslandsösterreicher existiert nicht, jedoch sendet der ORF das Programm von ORF 2 unverschlüsselt über ORF Sat bzw. seit 2004 über den Nachfolgesender ORF 2 Europe, der während einer Sendung ohne europaweite Rechte lediglich den Teletext ausstrahlt.

### Marktanteile
Prozentzahlen für Österreich gesamt, ganzer Tag, Zuschauer ab 12 Jahre, bei deutschen Sendern wird, wenn vorhanden, sowohl die Österreich-Version als auch die Deutschland-Version berücksichtigt.
| Sender                   | 2023 | 2022 | 2021 | 2020 | 2019 | 2018 | 2017 | 2016 | 2015 | 2014 | 2013 | 2012 | 2011 | 2010 | 2009 | 2008 | 2007 | 2006 | 2005 | 2004 | 2003 | 2002 | 2001 | 2000 | 1995 |
| ------------------------ | ---- | ---- | ---- | ---- | ---- | ---- | ---- | ---- | ---- | ---- | ---- | ---- | ---- | ---- | ---- | ---- | ---- | ---- | ---- | ---- | ---- | ---- | ---- | ---- | ---- |
| ORF 2                    | 21,0 | 21,4 | 22,1 | 22,0 | 19,8 | 19,3 | 20,6 | 21,2 | 21,3 | 20,2 | 21,5 | 22,0 | 22,6 | 23,2 | 24,0 | 25   | 26   | 27   | 28   | 30   | 30   | 32   | 32   | 33   | 36   |
| ORF 1                    | 9,5  | 9,8  | 10,2 | 8,2  | 9,1  | 10,9 | 10,8 | 11,7 | 11,8 | 13,3 | 12,4 | 14,0 | 13,8 | 14,6 | 15,2 | 17   | 18   | 20   | 20   | 22   | 22   | 22   | 23   | 24   | 27   |
| ZDF                      | 4,6  | 4,1  | 3,9  | 3,9  | 4,2  | 3,8  | 4,1  | 4,2  | 4,3  | 4,3  | 4,2  |      |      | 4,1  | 4,0  | 4    | 4    | 4    | 4    | 4    | 3    | 3    | 3    | 3    | 3    |
| Servus TV                | 4,3  | 4,3  | 3,7  | 3,4  | 3,0  | 2,4  | 2,1  | 1,8  | 1,7  | 1,5  | 1,5  | 1,2  | 0,7  | 0,4  |      |      |      |      |      |      |      |      |      |      |      |
| VOX                      | 3,5  | 3,5  | 3,2  | 3,4  | 3,6  |      | 3,8  | 3,9  | 4,1  | 4,0  |      |      |      | 4,5  | 4,5  | 4    | 4    | 3    | 3    | 3    | 3    | 2    | 2    | 2    | -    |
| RTL                      | 3,3  | 3,0  | 3,1  | 3,7  | 4,0  |      | 4,7  | 4,7  | 5,0  | 5,0  | 5,4  | 5,7  |      | 6,3  | 5,9  | 6    | 6    | 6    | 6    | 6    | 6    | 6    | 6    | 6    | 7    |
| Das Erste                | 3,2  | 3,1  | 3,0  | 3,0  | 3,0  | 3,1  | 3,1  | 3,2  | 3,1  | 3,3  | 3,3  |      |      | 3,5  | 3,4  | 4    | 4    | 4    | 4    | 3    | 3    | 3    | 3    | 3    | 3    |
| ATV                      | 2,8  | 2,8  | 3,0  | 3,2  | 3,5  | 3,3  | 2,6  | 2,5  | 2,7  | 3,0  | 3,4  | 3,4  | 3,6  | 3,5  | 3,6  | 3    | 3    | 3    | 2    | 2    | 1    | 0    | 1    | 0    | -    |
| ORF III                  | 2,8  | 2,9  |      | 2,6  | 2,3  | 2,2  | 2,0  | 1,8  | 1,6  | 1,3  | 1,2  |      |      |      |      |      |      |      |      |      |      |      |      |      |      |
| Puls 4                   | 2,6  | 2,9  | 3,1  | 3,3  | 3,4  | 3,3  | 3,0  | 3,1  | 3,1  | 3,6  | 3,5  | 3,1  | 2,9  | 2,5  | 2,0  | 1    | -    | -    | -    | -    | -    | -    | -    | -    | -    |
| ProSieben                | 2,6  | 2,4  | 2,7  | 3,2  | 3,4  |      | 4,1  | 4,6  | 5,2  | 5,1  |      |      |      | 4,9  | 4,6  | 5    | 5    | 4    | 4    | 5    | 5    | 5    | 5    | 5    | 5    |
| Sat.1                    | 2,4  | 2,6  | 2,7  | 3,0  | 3,3  |      | 3,9  | 4,4  | 4,6  | 5,0  | 5,4  | 5,9  |      | 6,8  | 7,1  | 7    | 7    | 6    | 6    | 6    | 5    | 5    | 5    | 5    | 6    |
| RTL II Austria / D       | 1,9  | 1,8  | 1,8  | 1,8  | 1,9  |      |      |      | 2,2  | 2,2  |      |      |      | 2,4  | 2,4  | 3    | 3    | 2    | 3    | 3    | 3    | 3    | 3    | 3    | 2    |
| RTLplus                  | 1,9  | 1,6  | 1,5  | 1,2  | 1,0  |      |      |      |      |      |      |      |      |      |      |      |      |      |      |      |      |      |      |      |      |
| kabel eins               | 1,8  | 1,7  | 1,8  | 2,2  | 2,3  |      | 2,5  | 2,6  | 2,5  | 2,5  |      |      |      | 2,8  | 2,8  | 3    | 3    | 2    | 3    | 3    | 3    | 3    | 4    | 4    | 1    |
| Sat.1 Gold               | 1,8  | 1,7  | 1,7  | 1,8  | 1,8  |      |      |      | 0,7  | 0,2  |      |      |      |      |      |      |      |      |      |      |      |      |      |      |      |
| 3sat                     | 1,4  | 1,4  | 1,4  | 1,5  | 1,5  | 1,6  | 1,7  | 1,8  | 1,7  | 1,7  | 1,7  |      |      | 1,9  | 1,9  | 2    | 2    | 1    | 1    | 1    | 1    | 1    | 1    | 1    | 1    |
| RTL Nitro                | 1,4  | 1,4  | 1,4  | 1,4  | 1,0  |      |      |      | 0,6  | 0,1  |      |      |      |      |      |      |      |      |      |      |      |      |      |      |      |
| oe24                     | 1,1  | 1,1  | 1,2  | 0,8  | 0,3  | 0,2  | 0,1  |      |      |      |      |      |      |      |      |      |      |      |      |      |      |      |      |      |      |
| Super RTL                | 1,0  | 1,0  | 1,0  | 1,0  | 1,1  |      |      |      | 1,1  | 1,0  |      |      |      | 1,6  | 1,7  | 2    | 2    | 2    | 2    | 1    | 2    | 1    | 2    | 2    | -    |
| ATV II                   | 1,0  | 1,0  | 1,0  | 1,1  | 1,1  | 1,0  | 0,7  | 0,6  | 1,0  | 0,5  | 0,5  |      |      |      |      |      |      |      |      |      |      |      |      |      |      |
| Kabel Eins Doku          | 0,8  | 0,8  | 0,7  | 0,6  | 0,7  |      |      |      |      |      |      |      |      |      |      |      |      |      |      |      |      |      |      |      |      |
| Puls24                   | 0,8  | 0,7  |      | 0,5  |      |      |      |      |      |      |      |      |      |      |      |      |      |      |      |      |      |      |      |      |      |
| Austria 9 / Sixx Austria | 0,7  | 0,7  | 0,8  | 0,9  | 1,0  |      |      |      |      | 0,9  |      |      |      | 0,4  | 0,6  |      |      |      |      |      |      |      |      |      |      |
| n-tv                     | 0,7  | 0,7  | 0,6  | 0,7  | 0,7  |      |      |      |      |      |      |      |      |      |      |      |      |      |      |      |      |      |      |      |      |
| TLC                      | 0,6  | 0,8  | 0,8  | 0,7  | 0,6  |      |      |      |      |      |      |      |      |      |      |      |      |      |      |      |      |      |      |      |      |
| DMAX                     | 0,6  | 0,7  | 0,6  | 0,7  | 0,7  |      |      |      |      |      |      |      |      |      |      |      |      |      |      |      |      |      |      |      |      |
| ProSieben MAXX           | 0,5  | 0,6  | 0,6  | 0,6  | 0,7  |      |      |      | 0,4  | 0,1  |      |      |      |      |      |      |      |      |      |      |      |      |      |      |      |
| ORF Sport +              | 0,5  |      |      | 0,4  | 0,6  | 0,5  | 0,5  | 0,5  | 0,4  | 0,5  | 0,4  |      |      |      |      |      |      |      |      |      |      |      |      |      |      |
| Sport 1                  | 0,4  | 0,3  | 0,3  | 0,3  | 0,3  |      |      |      |      |      |      |      |      |      |      |      |      |      |      |      |      |      |      |      |      |
| Comedy Central / VIVA AT | 0,1  | 0,2  | 0,2  | 0,3  | 0,3  | 0,2  | 0,3  | 0,3  | 0,6  | 0,3  | 0,2  |      |      |      |      |      |      |      |      |      |      |      |      |      |      |
| Nick                     | 0,1  | 0,1  | 0,2  | 0,2  | 0,2  |      |      |      |      |      |      |      |      |      |      |      |      |      |      |      |      |      |      |      |      |
| N24 Doku                 |      |      |      | 0,4  | 0,3  |      |      |      |      |      |      |      |      |      |      |      |      |      |      |      |      |      |      |      |      |
| R9                       |      |      |      |      | 0,1  | 0,2  | 0,1  |      |      |      |      |      |      |      |      |      |      |      |      |      |      |      |      |      |      |
| ARD 3 (vor 2012 nur BR)  |      |      |      |      | 3,9  | 3,8  | 4,1  | 4,2  | 4,3  | 4,6  | 4,9  |      |      | 2    | 2    | 2    | 2    | -    | -    | -    | 2    | 2    | 2    | 2    | 1    |
| arte                     |      |      |      |      |      |      |      | 1,0  |      |      |      |      |      |      |      |      |      |      |      |      |      |      |      |      |      |
| go tv                    |      |      |      |      | 0,0  | 0,1  | 0,1  |      |      |      |      |      |      |      |      |      |      |      |      |      |      |      |      |      |      |
| Andere                   |      |      |      |      |      |      |      |      |      |      |      |      |      | 13   | 14   | 12   | 11   | 16   | 14   | 11   | 11   | 12   | 8    | 7    | 8    |

## Sendungen

### Journalismus
Die zentrale Sendung beider ORF-Vollprogramme ist das Nachrichtenformat Zeit im Bild. Für den ORF sind 26 Korrespondenten in insgesamt 16 Büros weltweit tätig. Das größte private Nachrichten-Netzwerk ist das der AustriaNews, bei dem täglich dreizehn Nachrichtensendungen ausgestrahlt werden. Hier legt man weniger Wert auf Korrespondenten, das journalistische Niveau ist aber mit dem des ORF vergleichbar.

### Unterhaltungssendungen
Heutzutage ist das Angebot an österreichischen Unterhaltungsformaten breit gefächert. Besonders beliebt sind Quizshows, Krimisendungen und Magazine. Zur Zeit der Öffnung des Eisernen Vorhangs waren Talkshows äußerst erfolgreich. Besonders hervorzuhebende Formate werden hier aufgelistet:

#### Serien, Reihen, Soaps
- SOKO Kitzbühel, seit 2001, auch in Deutschland ausgestrahlt
- SOKO Donau, seit 2005, mit der Romy 2008 ausgezeichnet, auch in Deutschland als SOKO Wien ausgestrahlt
- Tatort, seit 1972 mit österreichischer Beteiligung
- Ein echter Wiener geht nicht unter, 1975 bis 1979
- Schnell ermittelt, seit 2007, mit der Romy ausgezeichnet
- Doctor’s Diary, 2007 bis 2010, entstand in Zusammenarbeit mit RTL Television
- Mitten im 8en, 2007, einzige österreichische Seifenoper aus naher Vergangenheit

#### Shows
- Die Millionenshow, seit 2000, Ableger von Who Wants to Be a Millionaire?
- Die Barbara Karlich Show, seit 1999
- Vera, seit 1995, durch Vera exklusiv ersetzt, eine der erfolgreichsten Talkshows des ORF
- Talk im Hangar-7 bzw. Sport und Talk im Hangar-7
- Pro und Contra, seit 2011, Livesendung

#### Kindersendungen
Bedeutende österreichische Kindersendungen sind beispielsweise:
- Forscherexpress: Wissenssendung seit 2004, mit der Romy 2004 ausgezeichnet
- Tom Turbo: seit 1993, Fantasy-Serie mit dem Charakter eines Krimis, auch in Deutschland ausgestrahlt
- Kasperltheater: seit 1957, weltweit älteste TV-Kindersendung
- 1, 2 oder 3: seit 1977, Quizshow für Kinder, entsteht in Zusammenarbeit mit dem SF und dem ZDF

#### Sport
Größere Sportveranstaltungen, wie der FIS Ski-Worldcup und die Olympischen Spiele werden fast vollständig vom Österreichischen Rundfunk ausgestrahlt. Jedoch sichern sich immer mehr Privatsender die Rechte an diversen Großereignissen. So entreißt Puls 4 dem ORF die Rechte an der Champions League ab 2012, auch Servus TV beginnt mit der Servus Hockey Night Live mit der Übertragung von Sport.
Diverse Randsportarten werden in ORF SPORT + ausgestrahlt. In letzter Zeit gab es allerdings Unklarheiten, welche Ereignisse der ORF in diesem Spartenkanal zeigen darf und welche nicht, da das ORF-Gesetz die Übertragung von „Premiumsport“ auf ORF SPORT + nicht vorsieht. Daher beschloss der Nationalrat eine Neuregelung, welche besagt, dass Sportevents, bei denen der Premium-Charakter nicht klar ist, der ORF den Privatsendern die Rechte anbieten soll. Verzichten diese, darf der ORF senden.

## Personen

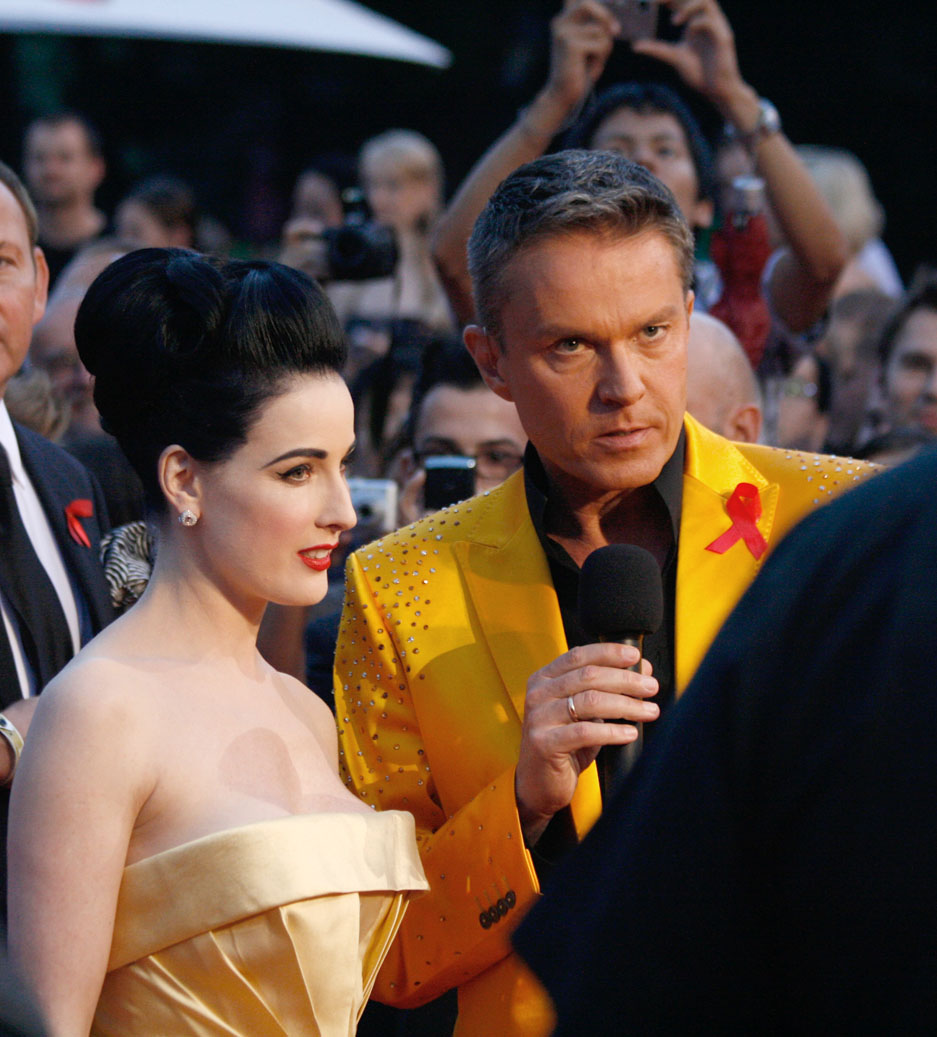
Alfons Haider

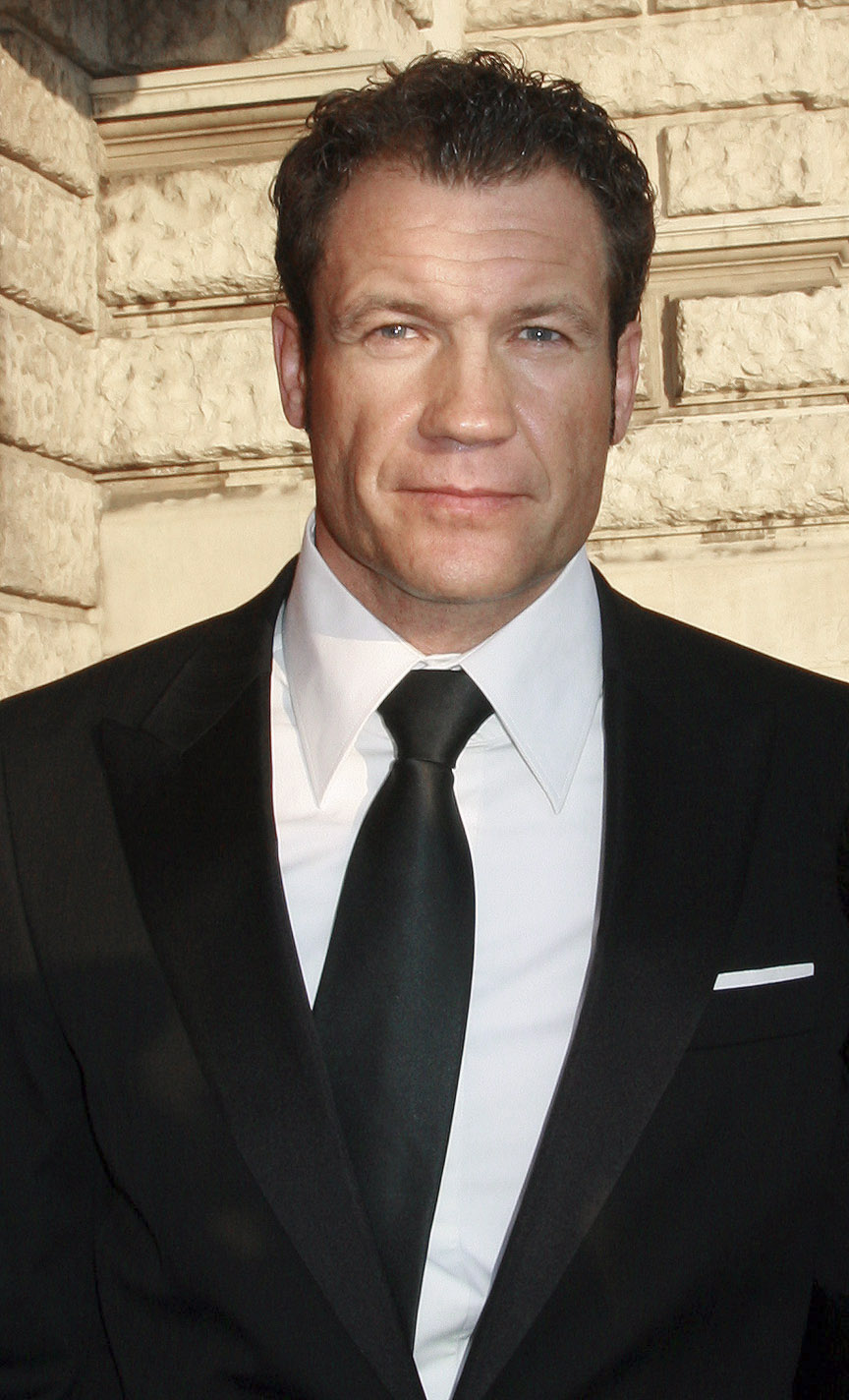
Armin Assinger

Für die Fernsehwelt in Österreich sind unter anderem folgende Personen von großer Bedeutung:

### Moderatoren, Journalisten und Showmaster
- Armin Assinger: ORF Sport, Die Millionenshow
- Oliver Baier: Was gibt es Neues?
- Annemarie Berté
- Thomas Brezina: okidoki
- Christian Clerici
- Heinz Conrads
- Florian Danner: Café Puls, AustriaNews, Stadtreport, Talk of Town
- Doris Golpashin: PINK!, Direkt – Das Magazin
- Alfons Haider: Dancing Stars, Life Ball
- Robert Hochner: ZIB
- Gerhard Jelinek
- Barbara Karlich: Die Barbara Karlich Show
- Arabella Kiesbauer: Starmania, Bauer sucht Frau
- Andi Knoll
- Horst Friedrich Mayer: ZIB
- Corinna Milborn
- Roman Rafreider: ZIB
- Peter Rapp: Die Brieflosshow
- Peter Resetarits: Am Schauplatz
- Vera Russwurm: Vera (Fernsehsendung)
- Bianca Schwarzjirg: Café Puls, Stadtreport, PINK!
- Johanna Setzer: Café Puls, Millionär sucht Frau
- Barbara Stöckl: Die Millionenshow, Stöckl
- Ingrid Thurnher: ZIB, Hörfunkdirektorin
- Mirjam Weichselbraun: Dancing Stars, Life Ball
- Armin Wolf: ZIB; mehrmals mit der Goldenen Romy ausgezeichnet, sowie mit dem Concordia-Preis für Pressefreiheit

### Sprecher
- Ina Frank
- Erich Götzinger
- Gabriele Haring
- Hans Georg Heinke
- Christiane Krotz
- Chris Lohner
- Monika Menschik
- Sabine Petzl
- Jenny Pippal
- Liliane Roth-Rothenhorst
- Olivia Silhavy
- Christa Stampfer
- Ingrid Wendl

### Intendanten

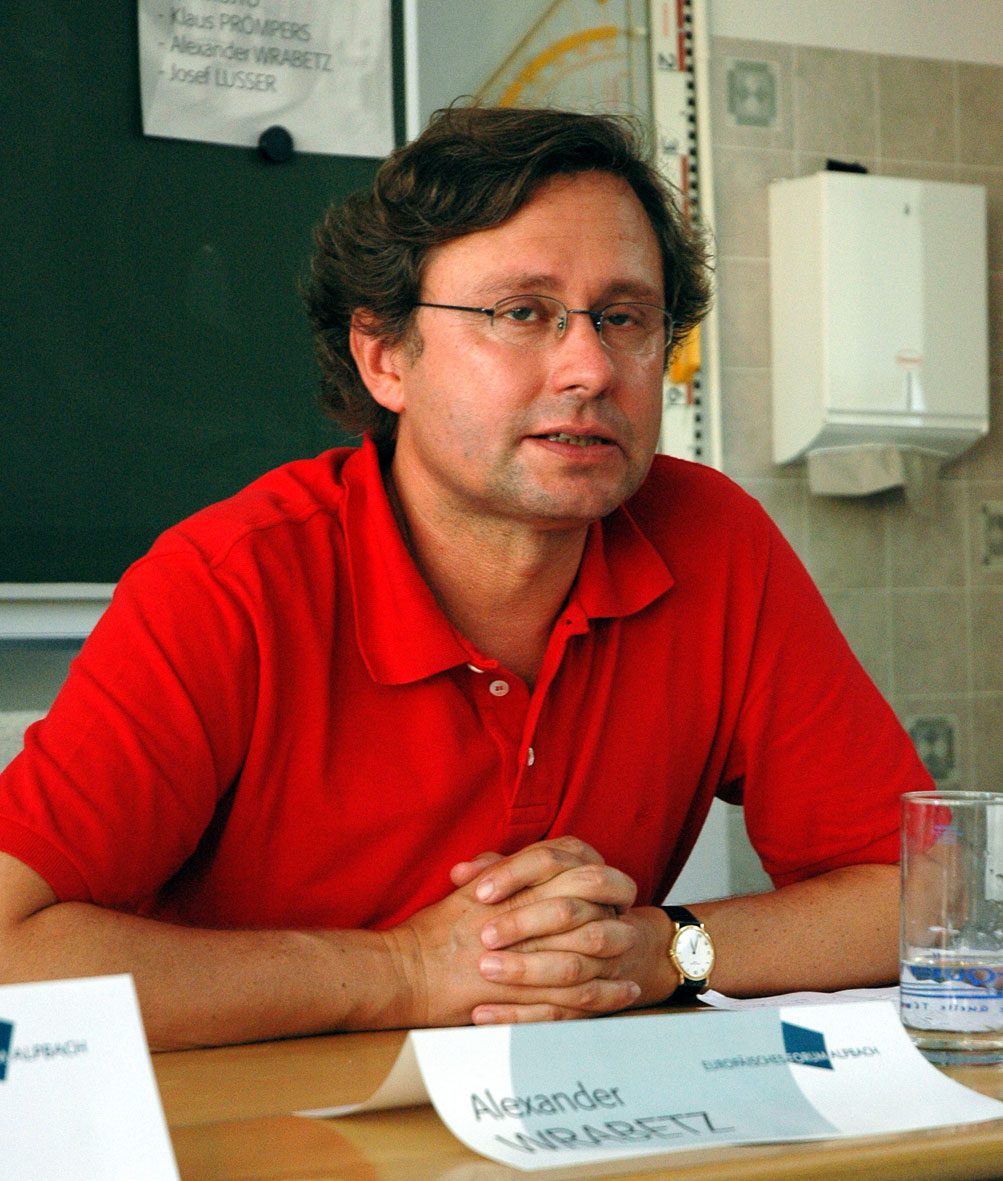
ORF-Intendant Alexander Wrabetz (2005)

- Roland Weißmann, ORF-Generaldirektor
- Alexander Wrabetz: (dreimal bereits) ORF-Generaldirektor vor ORF-Generaldirektor Weißmann
- Monika Lindner: ORF-Generaldirektorin vor ORF-Generaldirektor Alexander Wrabetz
- Gerhard Weis: Generalintendant (ORF-Reform) danach Generaldirektor; Vorgänger von ORF-Generaldirektorin Monika Lindner
- Gerhard Zeiler: ORF-Generalintendant, Vorgänger von Generalintendant Gerhard Weis
- Gerd Bacher: ORF-Generalintendant, Vorgänger von ORF-Generalintendant Gerhard Zeiler
- Thaddäus Podgorski: ORF-Generaldintendant, Vorgänger von ORF-Generalintendant Gerd Bacher
- Gerd Bacher: Generalintendant, Vorgänger von Generalintendant Thaddäus Podgorski
- Otto Oberhammer: Generalintendant,  Vorgänger von ORF-Generalintendant Gerd Bacher
- Gerd Bacher: (dreimaliger) ORF-Generalintendant, Vorgänger von ORF-Generalintendant Otto Oberhammer
- Josef Scheidl: Generalintendant, Vorgänger von ORF-Generalintendant Gerd Bacher

### Schauspieler
- Alfred Böhm
- Alfred Dorfer
- Roland Düringer
- Hansi Hinterseer
- Harald Krassnitzer
- Michael Niavarani
- Gregor Seberg
- Romy Schneider
- Ursula Strauss
- Christoph Waltz

## Technik

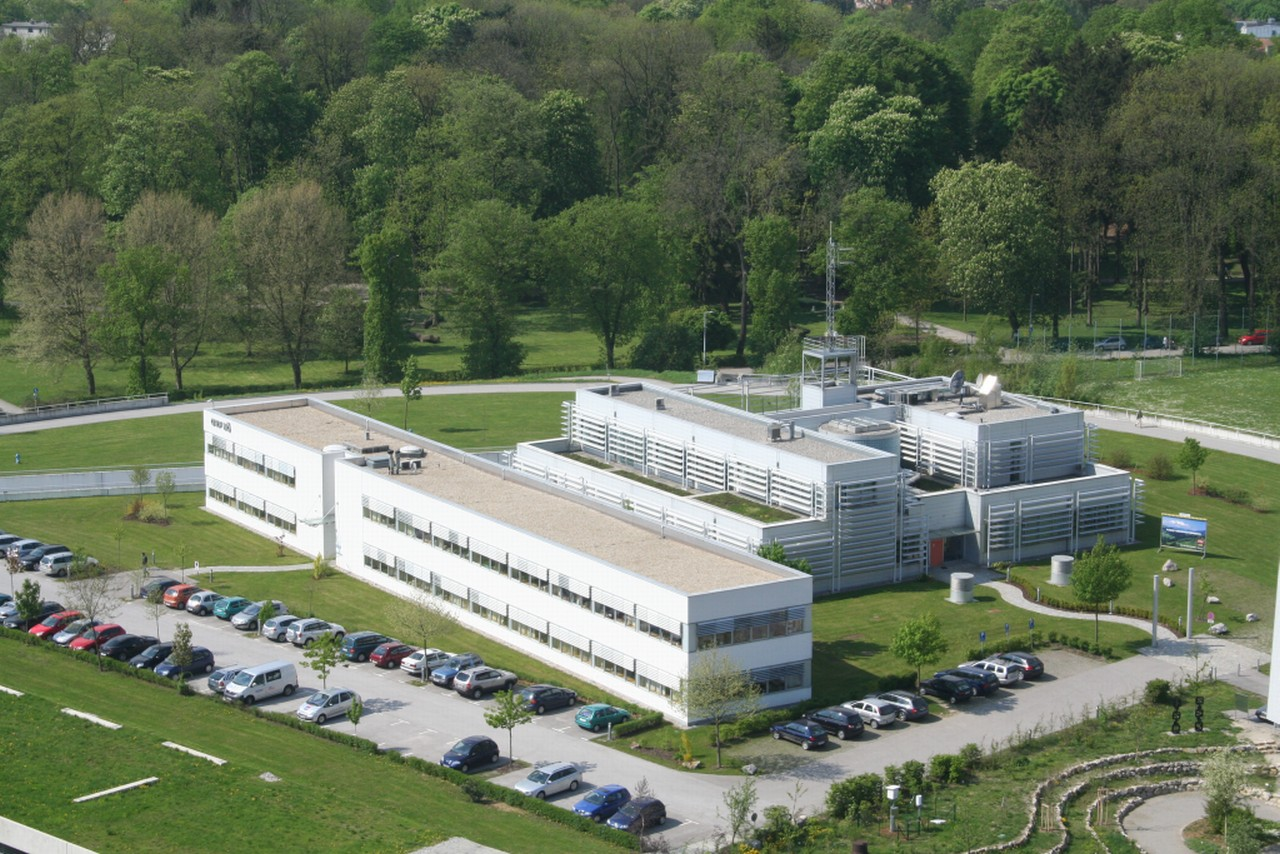
Das ORF-Landesstudio in Niederösterreich

Die meist genutzten Übertragungswege sind Satelliten und Kabelnetze. Auch terrestrische Verbreitung ist üblich, allerdings nur noch digital. Die Umstellung auf diesen digitalen DVB-T-Standard wurde 2011 fertiggestellt. Die digitale Satellitenübertragung über DVB-S hat sich bereits erfolgreich etabliert. Im Kabelfernsehen findet DVB-C erst wenig Verwendung, genauso wie Fernsehen über das Internet. Zwar werden praktisch alle Standards genutzt, jedoch sendet nicht jeder Sender in allen Modi. Seit einem geraumen Zeitraum sendet der ORF, wie später auch diverse andere Sender, in hochauflösender Qualität. Viele der ausgestrahlten Formate liegen allerdings nur PAL vor und müssen hochskaliert werden. Nur wenige Sendungen werden in nativem HD produziert. Viele Privatsender nutzen Plattformen wie HD Austria, um ihr hochauflösendes Programm zu übertragen. Viele Eigenproduktionen der öffentlich-rechtlichen Sender werden auch im Zweikanalton angeboten.

## Finanzierung
Jeder österreichische Bürger mit einem einsatzfähigen Fernseh- bzw. Radiogerät ist, abgesehen von wenigen Ausnahmen, verpflichtet, Rundfunkgebühren zu entrichten. Die Einnahmen gehen an die ORF-Beitrags Service GmbH (früher GIS) welche vorrangig zur Finanzierung öffentlich-rechtlicher Fernseh- und Radioprogramme verwendet werden.
Kommerzielle Sender halten sich größtenteils durch Fernsehwerbung aufrecht. Weitere Finanzierungsmöglichkeiten sind Call-in-Gewinnspiele, Spenden, Verkauf von Produkten (Homeshopping-Sender) oder Telefonmehrwertdienste (z. B. Astrologie-Sender).

## Fernsehpreise
Die bekanntesten Fernsehpreise sind neben dem Axel-Corti-Preis und dem Erich-Neuberg-Preis der Fernsehpreis der Österreichischen Erwachsenenbildung sowie die Romy, welche alljährlich von der Tageszeitung Kurier verliehen wird.

## Konsum
Für das Jahr 2011 wurden knapp 3,27 Mio. gemeldete Fernsehteilnehmer in Österreich verzeichnet; demnach hatten 89,4 % der Privathaushalte eine gültige Fernsehlizenz, wobei die Empfangsdichte in Wien mit 77,6 TV-Lizenzen pro 100 Haushalte am niedrigsten und im Burgenland (99,7 %) am höchsten war.
Ungefähr zwei Drittel der Österreicher sehen täglich länger als 120 Minuten fern. Der Kabelnetzbetreiber UPC Austria spricht hierbei von einem Spitzenwert; lediglich französische, niederländische sowie belgische Rundfunkteilnehmer würden länger fernsehen. 16 % der Bevölkerung in Österreich sitzt nicht täglich vor dem Fernseher, für einen Großteil der Menschen (84 %) ist es unvorstellbar, einen Tag lang darauf zu verzichten; allerdings würde nur jeder 50. zu Hause bleiben, um eine bestimmte Sendung nicht zu verpassen. Etwa die Hälfte aller Haushalte ist im Besitz eines zweiten Fernsehgeräts, circa ein Fünftel besitzt drei Apparate, jeder zehnte Haushalt mindestens vier.

## Sonstiges
- Österreich ist Eurovision-Teilnehmer.
- Jeder große österreichische Sender bietet Teletext, EPG und ShowView-Zahlen.
- Außerhalb der Sendeaktivität sind zumindest die bundesweit aktiven Sender mit Websites vertreten, die das Programm teilweise sehr ausführlich begleiten.